# Девети артилерийски полк
Девети артилерийски полк е български артилерийски полк, формиран през 1904 година, взел участие в Балканската (1912 – 1913), Междусъюзническата (1913) и Първата световна война (1915 – 1918).

## Формиране
Историята на полка започва на 30 декември 1903 година, когато в Плевен съгласно указ №85 се формира Девети артилерийски полк, като се състои от щаб и две артилерийски отделения (6 батареи), едно от 5-и артилерийски полк и едно от 1-ви артилерийски полк. На гарнизон е в Плевен. Влиза в състава на 9-а пехотна плевенска дивизия. Съгласно указ № 29 от 18 април 1904 година е преместен на постоянен гарнизон в Севлиево.  По-късно към полка се формират един парков взвод и един нестроеви взвод.

## Балкански войни (1912 – 1913)
През Балканската война (1912 – 1913) полкът се развръща в 9-и скорострелен артилерийски полк, формира 9-и нескорострелен артилерийски полк от състава на 9-а пехотна плевенска дивизия (2-ра армия) и е под командването на полковник Димитър Каданов. Демобилизиран е през август 1913 година.

### Девети нескорострелен артилерийски полк
Девети нескорострелен артилерийски полк е формиран в Севлиево на 17 септември 1912 година от състава на 9-и артилерийски полк. Влиза в състава на 9-а пехотна плевенска дивизия и се командва от подполковник Михаил Шишков. Демобилизиран и разформиран е след края на Междусъюзничекста война (1913) на 9 септември 1913 година.

## Първа световна война (1915 – 1918)
През Първата световна война (1915 – 1918) 9-и артилерийски полк е отново мобилизиран в състава на 9-а пехотна плевенска дивизия (2-ра армия), като формира 9-а артилерийска бригада, 9-и артилерийски полк и 19-и артилерийски полк.
В началото на войната полкът разполага със следния числен състав, добитък, обоз и въоръжение:
| Числен състав                                       | Добитък    | Обоз                                           | Въоръжение                       |
| --------------------------------------------------- | ---------- | ---------------------------------------------- | -------------------------------- |
| Офицери: 33 Чиновници: 2 Подофицери и войници: 1655 | Коне: 1225 | Обикновени коли: 149 Товарни: 267 Специални: 2 | Пушки и карабини: 254 Оръдия: 32 |

### Командване и състав
През Първата световна война (1915 – 1918) артилерията на 9-а дивизия има следното командване и състав:
- Командир на 9-а артилерийска бригада – полковник Михаил Шишков
- Командир на 9-и артилерийски полк – полковник Радослав Каменов, Никола Каблешков (от 1916)
- Командир на 19-и артилерийски полк – подполковник Григор Димитров

Полкът е разформиран на 30 август 1919 година, а на основание заповед № 112, като кадрите и материалната част се придават на 1-ви артилерийски полк.
Полкът е отново формиран през януари 1937 година под името 9-о артилерийско отделение, като се състои от 6 батареи, 3 от които конни.

## Втора световна война (1941 – 1945)
По време на Втора световна война (1941 – 1945) от юли 1942 до април 1943 година отделението е разположено в Югославия, в околностите на градовете Кюприя и Ниш. Взема участие в първата и втората фаза на участието на България във войната срещу Нацистка германия.
През ноември 1950 г. полкът е преименуван на 44-ти оръдеен артилерийски полк и е с местостоянка в Севлиево. Полкът е ликвидиран на 25 септември 1958 г., което е потвърдено от заповед № 643 от 30 септември на командира на полка.

## Наименования
През годините полкът носи различни имена според претърпените реорганизации:
- Девети артилерийски полк (30 декември 1903 – 1912)
- Девети скорострелен артилерийски полк (1912 – 1913)
- Девети артилерийски полк (1913 – 30 август 1919)
- Девето артилерийско отделение (януари 1937 – ноември 1950)
- Четиридесет и четвърти оръдеен артилерийски полк (ноември 1950 – 25 септември 1958)

## Командири
Званията са към датата на заемане на длъжността.
| №  | звание       | име              | дати                    |
| -- | ------------ | ---------------- | ----------------------- |
| 1. | Полковник    | Димитър Каданов  | 1904 – 1913             |
|    | Подполковник | Михаил Шишков    | до януари 1915?         |
|    | Полковник    | Радослав Каменов | началото на 1915 – 1915 |
|    | Полковник    | Никола Каблешков | от 1916                 |